# 高宗礪
高宗礪（1645年6月15日—？），號介公，四川夔州府梁山縣人，清朝政治人物。

## 生平
順治十七年（1660年）庚子科四川鄉試第八名舉人，康熙三年（1664年）中式甲辰科會試第一百四十二名，三甲第十五名進士。歷任通江縣訓導，十三年（1674年）任盩厔縣知縣。

## 家族
高祖高萬中，廩生；曾祖高薦，庠生；祖父高三台，重慶府教授，封中憲大夫；父高射斗，崇禎十年丁丑科進士，興化府知府。